# 第一世哲布尊丹巴呼图克图
哲布尊丹巴·罗桑丹贝坚赞（藏語：བློ་བཟང་བསྟན་པའི་རྒྱལ་མཚན་，威利转写：blo bzang bstan pa'i rgyal mtshan，1635年11月4日—1723年2月18日），本名札那巴札尔（Zanabazar），第一世哲布尊丹巴呼图克图，外蒙古藏传佛教的主要活佛。

## 生平
罗桑丹贝坚赞出生于喀尔喀蒙古土谢图汗部，为土谢图汗衮布之子、察珲多尔济之弟。幼时由喀尔喀部诸汗认定为觉囊派高僧多罗那他的转世，并立为第一世哲布尊丹巴。5岁时受戒出家，取法名罗桑丹贝坚赞。1649年前往西藏学法，次年在扎什伦布寺从第四世班禅额尔德尼受戒。后由于格鲁派当时在藏传佛教中居于统治地位，故听从了五世达赖喇嘛的意见由觉囊派改宗为格鲁派，并由达赖喇嘛授予“哲布尊丹巴呼图克图”的名号。
1657年从拉萨回到喀尔喀部，自此喀尔喀部也都改宗格鲁派。后移驻额尔德尼召（光显寺）。1688年因准噶尔部侵略使额尔德尼召遭受破坏，罗桑丹贝坚赞与察珲多尔济、乌默克等部落首领率喀尔喀归顺大清。1691年被康熙帝册封为“呼图克图大喇嘛”，统管外蒙古喀尔喀部宗教事务。此后罗桑丹贝坚赞常驻于北京。1723年在京圆寂，享年88岁。雍正也亲自致祭，骨殖埋葬慶寧寺。

## 艺术贡献

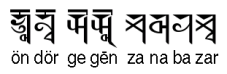
用苏永布文字所写的“温都尔格根札那巴札尔”

罗桑丹贝坚赞因复兴宗教、语言、艺术、医术、天文等的贡献，被称为“亚洲的米开朗基罗”。他曾创作过许多宗教音乐、绘画及青铜艺术品等。1686年他根据梵文创造了用于蒙古佛教的索永布字母，在同期创造了横排方形的札那巴札尔方形字母。有人认为他还是很多青铜和唐卡佛像的作者，不过更符合实际的或许是他创立了一个佛教艺术流派，而这一流派的喇嘛们创作了许多佛像。